# Velbloudí vrch (Góry Kamienne)
Velbloudí vrch (576 m n.p.m., niem. Kammel Berg) – góra w północnych Czechach, w Sudetach Środkowych, w Górach Kamiennych, w paśmie Gór Suchych (cz. Javoří hory).
Wzniesienie położone w Sudetach Środkowych, w Górach Kamiennych, w środkowej części pasma Gór Suchych, w bocznym grzbieciku, odchodzącym ku południowemu zachodowi na południe od Kopińca. Jest to nieco odosobnione i dość wybitnie zaznaczające się w terenie, choć niezbyt wysokie wzniesienie. U podnóży, na zachód i południowy zachód od masywu położone są górne zabudowania miejscowości Heřmánkovice.
Cały masyw porośnięty lasem świerkowym (monokultura świerkowa), miejscami buczyną z domieszką świerka.
Masyw znajduje się w Obszarze Chronionego Krajobrazu Broumovsko.